# بول كالكبرينر
بول كالكبرينر (Paul kalkbrenner)  ممثل ومنتج موسيقى ودي جي ألماني مختص في موسيقى الإلكترونية ولد في 11 يونيو 1977.لاقت أغنيته (بالإنجليزية: sky and sand)‏ نجاحا كبيرا فبالرغم من بيعها أكثر من 200,000 نسخة فإن الأغنية إستطاعت أن تنال ترتيبا عاليا في تصنيفات الأغاني في عدد من البلدان خصوصا بلجيكيا وألمانيا.يعرف كذالك بول من خلال تقمص دور «إيكاروس» (بالإنجليزية: ickarus)‏ في الفيلم الألماني «مكالمة برلين» (بالإنجليزية: Berlin Colling)‏.

## روابط خارجية
- بول كالكبرينر على موقع IMDb (الإنجليزية)
- بول كالكبرينر على موقع ألو سيني (الفرنسية)
- بول كالكبرينر على موقع ميوزك برينز (الإنجليزية)
- بول كالكبرينر على موقع ميوزك برينز (الإنجليزية)
- بول كالكبرينر على موقع أول موفي (الإنجليزية)
- بول كالكبرينر على موقع ديسكوغز (الإنجليزية)
- بول كالكبرينر على موقع قاعدة بيانات الفيلم (الإنجليزية)